# Poston
Poston és una concentració de població designada pel cens dels Estats Units a l'estat d'Arizona. Segons el cens del 2000 tenia 389 habitants.

## Demografia
Segons el cens del 2000, Poston tenia 389 habitants, 101 habitatges, i 92 famílies La densitat de població era de 108,1 habitants/km².
Dels 101 habitatges en un 66,3% hi vivien nens de menys de 18 anys, en un 66,3% hi vivien parelles casades, en un 15,8% dones solteres, i en un 8,9% no eren unitats familiars. En el 6,9% dels habitatges hi vivien persones soles el 2% de les quals corresponia a persones de 65 anys o més que vivien soles. El nombre mitjà de persones vivint en cada habitatge era de 3,85 i el nombre mitjà de persones que vivien en cada família era de 3,92.
Per edats la població es repartia de la següent manera: un 41,9% tenia menys de 18 anys, un 10,8% entre 18 i 24, un 30,1% entre 25 i 44, un 13,1% de 45 a 60 i un 4,1% 65 anys o més.
L'edat mediana era de 23 anys. Per cada 100 dones de 18 o més anys hi havia 107,3 homes.
La renda mediana per habitatge era de 17.625 $ i la renda mediana per família de 17.065 $. Els homes tenien una renda mediana de 15.859 $ mentre que les dones 13.125 $. La renda per capita de la població era de 6.938 $. Aproximadament el 41,5% de les famílies i el 46,3% de la població estaven per davall del llindar de pobresa.

## Poblacions més properes
El següent diagrama mostra les poblacions més properes.